# مولروزه
مولروزه (بالألمانية: Müllrose) هي مدينة و بلدة ألمانية تقع في ألمانيا في براندنبورغ. يقدر عدد سكانها بـ 4,431 نسمة .